# Mattias Timander
Erik Mattias Timander (* 16. April 1974 in Sollefteå) ist ein schwedischer Eishockeyspieler, der seit 2011 bei Leksands IF in der HockeyAllsvenskan unter Vertrag steht.

## Karriere
Mattias Timander begann seine Karriere als Eishockeyspieler in seiner Heimatstadt in der Jugend des Sollefteå HK, für dessen Profimannschaft er in der Saison 1989/90 sein Debüt in der damals noch zweitklassigen Division 1 gab. Anschließend wechselte der Verteidiger in die Nachwuchsabteilung von MoDo Hockey Örnsköldsvik, woraufhin er im NHL Entry Draft 1992 in der neunten Runde als insgesamt 208. Spieler von den Boston Bruins ausgewählt wurde. Zunächst begann er jedoch die Saison 1992/93 beim Zweitligisten Husums IF, ehe er zu MoDo Hockey zurückkehrte, für die er erstmals in der Elitserien auf dem Eis stand. Nach weiteren drei Jahren in Schweden beriefen die Boston Bruins ihn im Sommer 1996 nach Nordamerika, wo er in der Saison 1996/97 in seinem Rookiejahr in 41 Spielen neun Scorerpunkte für Boston erzielte. In dieser und den folgenden beiden Spielzeiten nahm er zudem mit Bostons Farmteam, den Providence Bruins, am Spielbetrieb der American Hockey League teil. Mit diesen gewann er in der Saison 1998/99 den Calder Cup.
Am 23. Juni 2000 wurde Timander im NHL Expansion Draft von den Columbus Blue Jackets ausgewählt, für die er zwei Jahre lang in der NHL auf dem Eis stand, ehe er bei deren Ligarivalen New York Islanders unterschrieb. Nachdem er in der Saison 2003/04 überwiegend in deren AHL-Farmteam Bridgeport Sound Tigers eingesetzt worden war, wurde er im Laufe der Spielzeit zu den Philadelphia Flyers transferiert. Für die Flyers lief er bis Saisonende in insgesamt 52 Spielen auf, in denen er drei Tore erzielte und acht Vorlagen gab. Mit seiner Mannschaft scheiterte er erst im Conference-Finale am späteren Stanley-Cup-Sieger Tampa Bay Lightning.
Am 3. Juni 2004 unterschrieb Timander als Free Agent einen Vertrag bei seinem Ex-Club MODO Hockey, für den er seither spielt. Mit seinem Verein wurde der Linksschütze er in der Saison 2006/07 erstmals in seiner Laufbahn Schwedischer Meister, wobei er sich mit dem Team in den Finalspielen in der Best-of-Seven-Serie mit 4:2 Siegen gegen den Linköpings HC durchsetzte. Durch diesen Erfolg qualifizierte sich der Weltmeister von 2006 mit MODO für den IIHF European Champions Cup, in dem er 2008 ein Spiel bestritt. Zur Saison 2011/12 wechselte er zu Leksands IF aus der HockeyAllsvenskan, der zweiten schwedischen Spielklasse.

### International
Für Schweden nahm Timander an der U20-Junioren-Weltmeisterschaft 1994 sowie der Weltmeisterschaft 2006 teil.

## Erfolge und Auszeichnungen
- 1994 Silbermedaille bei der Junioren-Weltmeisterschaft
- 1999 Calder-Cup-Gewinn mit den Providence Bruins
- 2006 Goldmedaille bei der Weltmeisterschaft
- 2007 Schwedischer Meister mit MODO Hockey Örnsköldsvik

## NHL-Statistik
(Stand: Ende der Saison 2010/11)